# نظام إنذار اختطاف

شعار نظام إنذار اختطاف.

نظام إنذار - اختطاف  (بالفرنسية: Dispositif Alerte-Enlèvement)‏ هو نظام إجرائي بدأ تطبيقه في فرنسا منذ فبراير 2006، على نموذج إنذار أمبير في الولايات المتحدة وكندا. هذا النظام يمكن من نشر إنذار في حالة اختطاف طفل قاصر على العديد من القنوات التلفزية والاذاعية والمؤسسات.

يقوم هذا النظام على معاهدة ممضية بين وزارة العدل الفرنسية وأهم وسائل الإعلام وشركات النقل الكبرى وشركات الطرقات السيارة، الموانئ والمطارت والجمعيات والمنظمات.

منذ إنشائه في 2006، تم استعمال هذا النظام 15 مرة، ووجد الأطفال المختطفون كلهم في كل مرة (أنظر أسفله القائمة التفصيلية).

## الممضون
- باسكال كليمون، حارس الأختام، وزير العدل.
- كلود غيون، مدير مكتب، وزارة الداخلية.
- فيليب مارلون، مدير مكتب، وزارة الدفاع.
- ديديه لالمون، مدير مكتب، وزارة النقل.
- باتريك رود، مدير تنمية وسائل الإعلام.
- دومينيك بوديس، رئيس المجلس العالي السمعي البصري.

كل الشركات التي وقع الاتصال بها قبلت التوقيع:
- التلفزيون: تي أف 1، تلفزيون فرنسا، كنال+، إي تيلي، لا شان أنفو، أم 6، قناة بي أف أم.
- راديو: مجموعة فينشي (أوتوروت أف أم، راديو ترافيك أف أم)، أوروبا 1، نكست راديو تي في، إذاعة مونت كارلو الدولية، بي أف أم بزنس، أن أر جي، راديو فرانسا، مجموعة أر تي أل، أر تي أل، أر تي إل 2، فان راديو، سكايروك.
- وكالات أنباء: وكالة فرانس برس.
- نقل سكك حديدية: الهيئة الذاتية للنقل في باريس، الشركة الوطنية للسكك الحديدية.
- نقل طرق وطرقات سيارة: طرقات سيارة باريس راين رون، أريا، طرقات سيارة جنوب فرنسا، رابطة الشركات الفرنسية للطرقات السيارة، طرقات سيارة ونفق مون بلون، كوفيروت، إيفاج، طرقات سيارة إستيرال كوت دازور، رابطة الطرقات السيارة لشمال وشرق فرنسا، رابطة الطرقات السيارة لباريس والنورماندي، نفق فريجوس، نفق برادو كاريناج.
- جمعيات: مؤسسة من أجل الطفل، المعهد الوطني لمساعدة الضحايا والوساطة.
- لجنة المالية والآثار التابعة لغرفة التجارة والصناعة لهافر.
- شركات اتصالات: الشركة الفرنسية للإتصالات.

## تواريخ إطلاق إنذار اختطاف
منذ 2005، تم إطلاق 15 إنذار، 14 في فرنسا الوطن الأم، وواحدة في جزيرة لا ريونيون. الأطفال المختطفين تم إيجادهم في كل الإنذارات.
- 20 نوفمبر 2005: بعد اختطاف أوريليا، في جاليه (ماين ولوار)، وجدت في قطعة أرض، لوحدها، في شوليه (ماين ولوار) 30 ساعة بعد ذلك.
- 9 يوليو 2006: بعد فقدان أختين ذواتا 8 و10 سنوات، في بوييه مينار (ماين ولوار). تبين بعد ذلك أنه إنذار خاطئ، وفقد عادت الأختان بعد نصف يوم من فقدانهما.
- 11 يناير 2007: بعد فقدان طفل عمره 11 سنة وأخته ذات 8 سنوات، قبل يوم في بورشفيل (الإيفلين)، تم إيجاد الطفلين في نفس اليوم في مركز تجاري في ليميه (الإيفلين) بفضل تلميحات سائقة سيارات.
- 13 يناير 2007: في حوالي الساعة الواحدة صباحا، وبعد اختطاف رضيع ذو 15 يوما من مستشفى مونفرماي (سين سان دوني) منذ الأمس في الساعة 12:30. إنتهى الإنذار أوتوماتيكيا بعد 3 ساعات، ولكن تم إعادته في الساعة التاسعة صباحا. وجد الطفل في نفس اليوم في قطار تابع للخط C لشبكة RER في محطة بريتيني (إيسون).
- 5 أغسطس 2007: على جزيرة لا ريونيون، بعد اختفاء طفل ذو 12 سنة، في مدينة سان ديني من قبل طائفة قلب مريم الحزين والطاهر. وجد الطفل عدة ساعات بعد ذلك.
- 15 أغسطس 2007: في حوالي الساعة العاشرة مساء، بعد اختفاء طفل في الخامسة من عمره في روبيه (نور). وجد من الغد في غرفة مغلقة في نفس المدينة.
- 21 فبراير 2008: بعد اختطاف رضيع عمره شهر واحد في سين سان دوني. وجد الطفل في نفس اليوم وتم إلقاء القبض على المختطف.
- 9 ديسمبر 2008: بعد اختطاف مولود جديد في أورتاز (البرانيس الأطلسية). وجد الطفل من الغد في بيار (البرانيس الأطلسية) بفضل اتصال لشقيق المختطف.
- 20 مارس 2009: بعد اختطاف إليز، طفلة صغيرة عمرها 3 سنوات ونصف في آرل (بوش دو رون)، وجدت في 13 أبريل 2009.
- 16 فبراير 2010: بعد اختطاف إبراهيم نصير دوكوريه، الذي يبلغ من العمر 18 شهرا، في فونتوني سو بوا (فال دو مارن). وجد الطفل في نهاية اليوم في صحة جيدة، رفقة أبيه، الذي اختطفه وقتل أمه.
- 18 سبتمبر 2011: في حوالي الساعة 16:30، بعد فقدان البنتين شارلين وجولي في لا فلاش (سارت). تم إيجاد البنتين في نهاية اليوم وأخذو لمركز شرطة المدينة.
- 28 أغسطس 2012: بعد اختطاف رضيع من مستشفى سان جوزيف في مارسيليا (بوش دو رون). وجد في نفس الصباح بعد 40 دقيقة من إطلاق الإنذار بصحة جيدة. إتصل والدا المختطف بالشرطة بعد إطلاق الإنذار.
- 19 ديسمبر 2012: بعد اختطاف رضيع عمره يومان من قسم الأطفال في المستشفى الجامعي الجهوي في مدينة نانسي (مورت وموزيل). وجد بصحة جيدة في نهاية اليوم في فاندوفر ليه نانسي (مورت وموزيل).
- 18 أبريل 2014: بعد اختطاف تفل ذو أربعة أشهر ونصف مركز الأطفال في نانسي (مورت وموزيل). وجد بصحة جيدة بعد 26 ساعة في موزيل.
- 23 أبريل 2015: في الساعة 20:50، بعد اختطاف طفلة ذات 7 سنوات في سانسي (مورت وموزيل). وجدت بعد ساعتين في الأردين.
- 16 أغسطس 2015: بعد اختطاف طفل ذو أربعة سنوات، يسمى ريفكي، أمام ساحة البلدية في مدينة رين (إيل وفيلان)، تم اختطاف الطفل قبل يوم، في حوالي الساعة 14:00. تم إيجاد الطفل في صحة جيدة في مدينة ليبورن (جيروند).

## مقالات ذات صلة
- إنذار أمبير
- إنذار اختطاف (سويسرا)

## روابط خارجية
- الموقع الرسمي لإنذار اختطاف التابع لوزارة العدل.